# John Petts
John William Frederick James Petts (Edmonton, 2 ottobre 1938) è un allenatore di calcio ed ex calciatore inglese, di ruolo centrocampista.

## Biografia
Suo figlio Paul è stato a sua volta un calciatore professionista.

## Caratteristiche tecniche
Era un centrocampista difensivo.

## Carriera

### Giocatore
Dopo aver giocato nelle giovanili dell'Arsenal nel 1957 all'età di 19 anni esordisce in prima squadra con i Gunners; in particolare, disputa la sua prima partita il 18 febbraio 1958, in una sconfitta casalinga per 2-1 contro il Bolton. Gioca poi anche le successive 4 partite di campionato, concludendo la stagione con un totale di 9 presenze. L'anno seguente gioca invece 3 partite, ma in generale le stagioni tra il 1957 ed il 1959 sono condizionate anche dal servizio militare, che gli impedisce di giocare con maggiore regolarità. Nella stagione 1959-1960 gioca poi 7 partite, seguite da un'unica presenza nella stagione 1960-1961; al termine della stagione 1961-1962, pur disputando 12 partite (il suo massimo in una singola stagione), viene ceduto per 5000 sterline al Reading, club di terza divisione, con cui gioca in totale 34 partite di campionato in terza divisione tra il 1962 ed il 1965. Nell'estate del 1965 passa per 5000 sterline ai Bristol Rovers, con cui tra il 1965 ed il 1970 in 92 partite giocate nella medesima categoria realizza peraltro anche le sue prime (ed uniche) 3 reti in carriera nei campionati della Football League. Trascorre infine una stagione con i semiprofessionisti del Bath City.

### Allenatore
Nella stagione 1970-1971 ha anche allenato il Bath City, di cui era contemporaneamente giocatore. L'anno seguente ha allenato i semiprofessionisti del Trowbridge Town, mentre dal 28 luglio 1973 al 5 gennaio 1977 ha lavorato come vice al Northampton Town.
Dal 5 gennaio 1977 al 10 gennaio 1978 ha allenato il Northampton Town, nella quarta divisione inglese. In seguito, tra il 1983 ed il 1988 ha allenato i dilettanti del Northampton Spencer.

## Palmarès

### Allenatore

#### Competizioni regionali
- United Counties League: 1

Northampton Spencer: 1984-1985